# Ирвин, Колин
Колин Трандл Франклин Ирвин (англ. Colin Trundle Franklin Irwin; род. 9 февраля 1957, Ливерпуль, Англия) — английский футболист, защитник.

## Карьера

### Клубная карьера
Ирвин начал футбольную карьеру в молодёжном составе «Ливерпуля». Его первый матч в основном составе команды состоялся в финале Кубка Европейских чемпионов 1978 года, где Ирвин не вышел на поле, но «Ливерпуль» выиграл игру, а Ирвин получил медаль победителя.
В начале сезона 1979/80 Ирвин дебютировал в мачте против «Вест Бромвич Альбион» и провёл 14 матчей за сезон. В 1980—1981 годах состав «Ливерпуля» пополнился, а многие молодые игроки получили шанс проявить себя. Ирвин провёл 29 матчей в составе клуба и был постоянным игроком команды в матчах, когда «Ливерпуль» выиграл Кубок Лиги и Кубок Европейских чемпионов.
Летом 1981 года «Ливерпуль» подписал контракт с Марком Лоуренсоном. Ирвин вместе с некоторыми другими игроками были освобождены и перешли в «Суонси Сити», которым руководил Джон Тошак. Спустя некоторое Ирвин был назначен капитаном клуба, но в 1983 году получил травму колена, которая вынудила его завершить карьеру.

### Тренерская карьера
В 1985—1987 годах Ирвин был ассистентом главного тренера клуба «Болтон Уондерерс», которым в то время являлся его бывший одноклубник Нил Фил.

## Достижения
«Ливерпуль»
- Победитель Кубка европейских чемпионов: 1978, 1981
- Обладатель Суперкубка Англии: 1980
- Обладатель Кубка Футбольной лиги: 1981

«Суонси Сити»
- Обладатель Кубка Уэльса: 1982, 1983